# 陳錡 (嘉靖進士)
陳錡（1523年—1569年），字公鼎，號嵩河，河南河南衛官籍，直隸滁州來安縣人，明朝政治人物。

## 生平
嘉靖十九年（1540年）庚子科河南鄉試第二十四名舉人。嘉靖四十四年（1565年）中式乙丑科會試第三十五名，三甲第一百二十五名進士。授翼城县知县，隆庆二年戊辰秋，擢大理寺左評事，次年大计，謫临清州判官，道上中痰遂厥於馬，扶入舍中，竟不起。

## 家族
曾祖陳林；祖父陳羔，散官；父陳垠，母李氏；繼母張氏。兄陳鎮；弟陳銓，壬子舉人；弟陳錫、陳鏘，俱生员。